# Juan Ignacio Morales Bonilla
Juan Ignacio Morales Bonilla (Ciudad Real, 10 de octubre de 1929-2009) fue un poeta y crítico literario español.

## Biografía
Licenciado en Derecho, residió en Ciudad Real trabajando para su diputación provincial y fue vocal de número del Instituto de Estudios Manchegos. Escribió cuentos desde temprano, pero fue de vocación poética tardía, cruzados los cuarenta, y de inspiración religiosa existencial, meditativa, castellanista y solitaria. Cultivó el estrofismo clásico, en especial el soneto.
Colaboró en La Estafeta Literaria, Poesía Hispánica, Álamo, Caracola de Málaga, Abc etcétera. Fue dos veces finalista del premio de poesía Juan Boscán del Instituto de Cultura Hispánica de Barcelona y obtuvo también el Juan Alcaide, el Ciudad de Valdepeñas, el Lazarillo, el Pastora Marcela, el de las Justas literarias de Campoo, el Carta Puebla, etcétera. Por Conjugación obtuvo el premio Ciudad de Barcelona de 1975. Ejerció la crítica literaria en la revista Manxa del Grupo Guadiana de Ciudad Real.

## Obras

### Lírica
- Tiempo de nacer, tiempo de morir, Ciudad Real, 1971.
- Bajo el signo de Libra, Ciudad Real, 1973.
- El corazón de la encina, Ciudad Real, 1973.
- Materia conmovida, Ciudad Real, 1974.
- Vi llegar la mañana, Ciudad Real, 1975.
- Conjugación, Ciudad Real, 1975. Premio Ciudad de Barcelona 1975.
- Apenas nada, Miguelturra, 1984.
- Contrapunto,  Ciudad Real, 1988.
- El rosario, Ciudad Real, 1998.
- Sonetos y otros poemas, Madrid: Fundación Olivar de Castillejo, 2001.
- Centelleos, Ciudad Real, 2004.

### Ensayo
- Hacia una teología de la poesía, Ciudad Real, IEM, 1970.